# Ove König
Nils Ove König (25. června 1950 Askersund – 23. července 2020 Alingsås) byl švédský rychlobruslař.
Švédských šampionátů se účastnil od roku 1968, na mezinárodní scéně debutoval na Mistrovství světa ve sprintu 1970. Z následujícího sprinterského světového šampionátu si přivezl stříbrnou medaili. Zúčastnil se Zimních olympijských her 1972 (500 m – 7. místo). Připojil se k nově vzniklé profesionální rychlobruslařské lize International Speed Skating League (ISSL), na jejímž evropském sprinterském mistrovství v roce 1973 byl třetí. ISSL však existovala pouze krátce do roku 1974, König poté již na mezinárodní scéně nezávodil. Startoval pouze na švédských šampionátech, z nichž poslední absolvoval v roce 1977.
Zemřel ve věku 70 let dne 23. července 2020 ve švédském Alingsåsu.